# باربرا أو. بارنويل
باربرا أو. بارنويل (بالإنجليزية: Barbara O. Barnwell)‏ هي جندية أمريكية، ولدت في 1928.